# Ada Lovelace
Ada Lovelace (tên đầy đủ: Augusta Ada Byron; 10 tháng 12 năm 1815 – 27 tháng 11 năm 1852) là một nhà toán học và nhà văn người Anh, nổi tiếng với công trình nghiên cứu máy tính đa năng cơ khí theo đề xuất của Charles Babbage, là máy Analytical Engine. Bà là người đầu tiên nhận ra rằng chiếc máy này có những ứng dụng ngoài tính toán thuần túy, và đã công bố thuật toán đầu tiên được thiết kế bởi một chiếc máy như vậy. Do đó, bà thường được coi là nhà phát triển phần mềm máy tính đầu tiên.

## Tiểu sử

### Thời thơ ấu

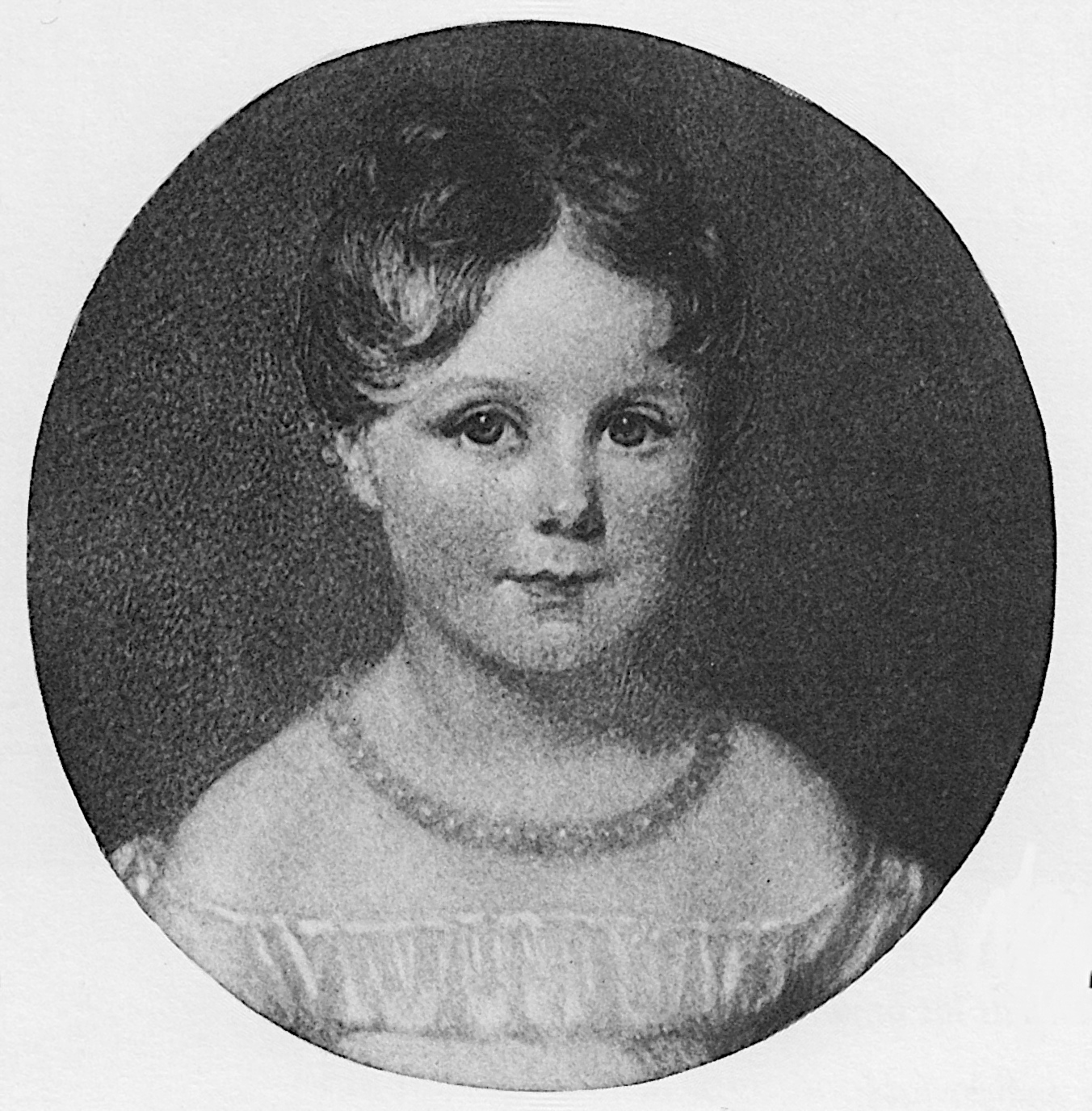
Ada Byron 4 tuổi

Ada là con gái độc nhất (chính thức) của nhà thơ Lord Byron và bà Annabella Milbanke. Ada được đặt tên Augusta vì Byron đã có quan hệ với người chị cùng cha khác mẹ, Augusta Leigh, mà người ta đồn rằng họ đã có một con với nhau. Để tránh rắc rối, bà Augusta Leigh khuyên Byron cưới vợ nên Byron đã miễn cưỡng chọn Annabella. Vào ngày 16 tháng 1 năm 1816, khi Ada chỉ độ 1 tháng, Annabella bỏ Byron. Vào ngày 21 tháng 4 cùng năm Byron ký giấy ly dị vợ và rời khỏi Anh một vài ngày sau đó. Ông sẽ không bao giờ nhìn thấy mặt vợ con và nước Anh nữa.
Khi rời bỏ Byron, Annabella mang Ada (lúc đó hãy còn mang họ cha là Augusta Ada Byron) theo mình nhưng Ada có thật sự lớn lên với mẹ hay không thì không ai biết chính xác. Có người nói là Ada sống dưới sự kiểm soát và kiềm chế của mẹ, ngay cả sau khi đã có chồng; có người nói là Ada không biết mặt cả cha lẫn mẹ. Ngay từ nhỏ, Ada đã nổi tiếng là thông minh, có năng khiếu đặc biệt về toán học và khoa học, nhưng bà chỉ theo học với gia sư riêng tại nhà. Khi còn trẻ, Ada được biết đến trong xã hội (tầng lớp trung lưu và quý tộc) của London thời đó; Ada cũng là hội viên của hội Bluestockings.

### Khi trưởng thành

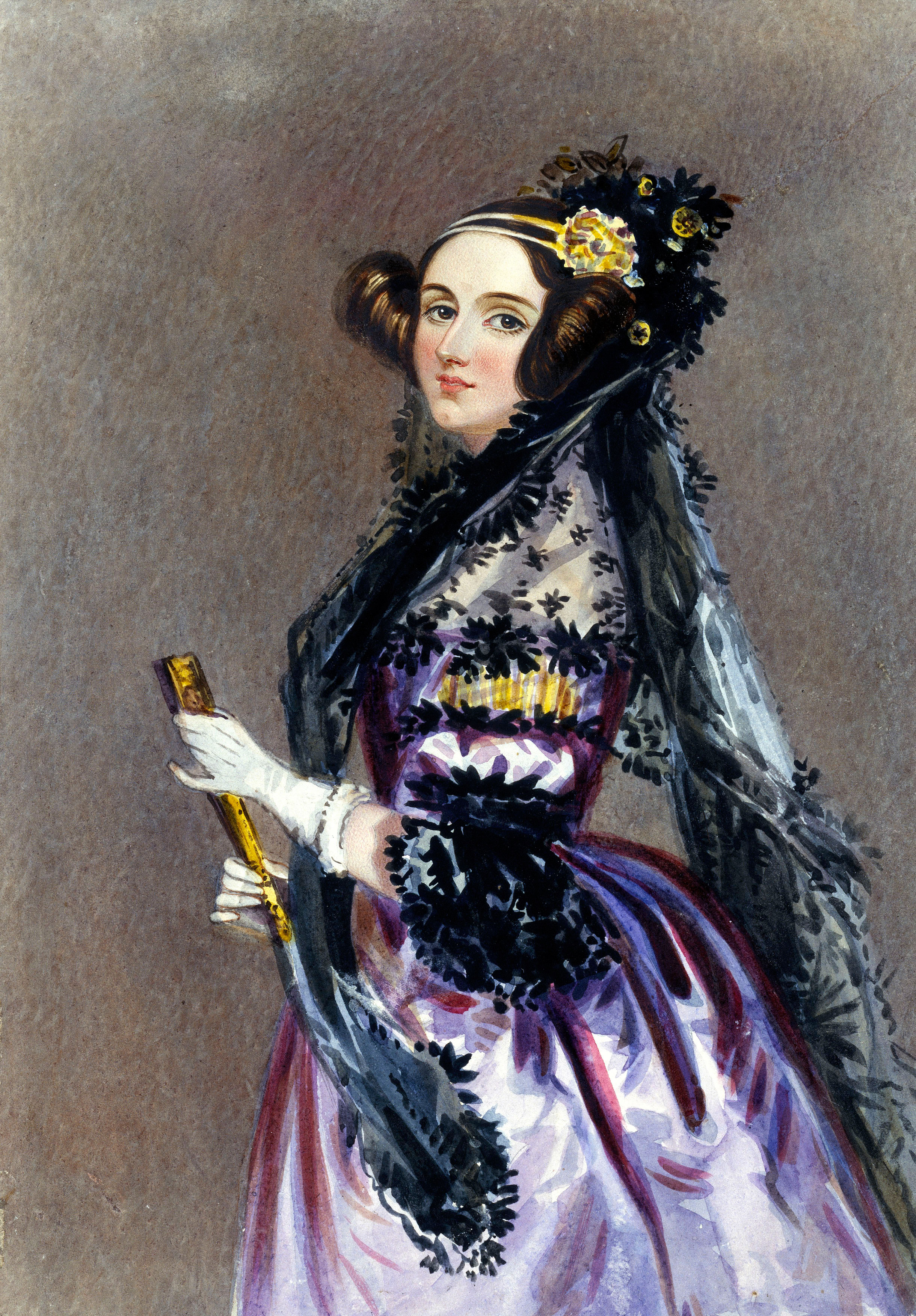
Chân dung màu nước của Ada King, Nữ bá tước của Lovelace, vào khoảng năm 1840, có thể do Alfred Edward Chalon vẽ

Năm 1835, Ada kết hôn với William King, Bá tước Lovelace. Họ có ba người con: Byron King sinh ngày 12 tháng 5 năm 1836, Annabella King sinh ngày 22 tháng 9 năm 1837 (sau này được biết đến như Lady Anne Blunt) và Ralph Gordon King sinh ngày 2 tháng 7 năm 1839. Từ khi lấy chồng về sau, tên hiệu đầy đủ của Ada là The Right Honourable Augusta Ada, Countess of Lovelace (hay "Augusta Ada, nữ Bá tước Lovelace"). Nhưng trên thực tế bà được mọi người biết với tên Ada Lovelace.
Bà có quen biết với Mary Somerville, một nhà nghiên cứu về khoa học và tác giả nổi tiếng trong thế kỷ 19. Chính Mary Somerville đã giới thiệu bà với Charles Babbage vào ngày 5 tháng 6 năm 1833. Ngoài ra bà cũng quen biết với nhiều nhân vật nổi tiếng như: Sir David Brewster, Charles Wheatstone, Charles Dickens và Michael Faraday.
Sau khi Charles Babbage phát minh ra cái máy tính cơ khí của ông, The Analytical Engine, nhà toán học người Ý Luigi Menabrea đã viết một quyển sách về chiếc máy này. Trong thời gian 9 tháng, giữa 1842 và 1843, Ada (dưới tên Ada Byron) đã giúp Babbage dịch cuốn sách đó. Trong bản dịch, không những cho thêm ý kiến của mình, bà còn phụ chú một chương nói về cách tính chuỗi số Bernoulli bằng cách dùng máy tính của Babbage. Bản phụ chú này (Xem Bản phụ chú của Ada Byron) được xem như là chương trình máy tính đầu tiên trong lịch sử.

### Qua đời

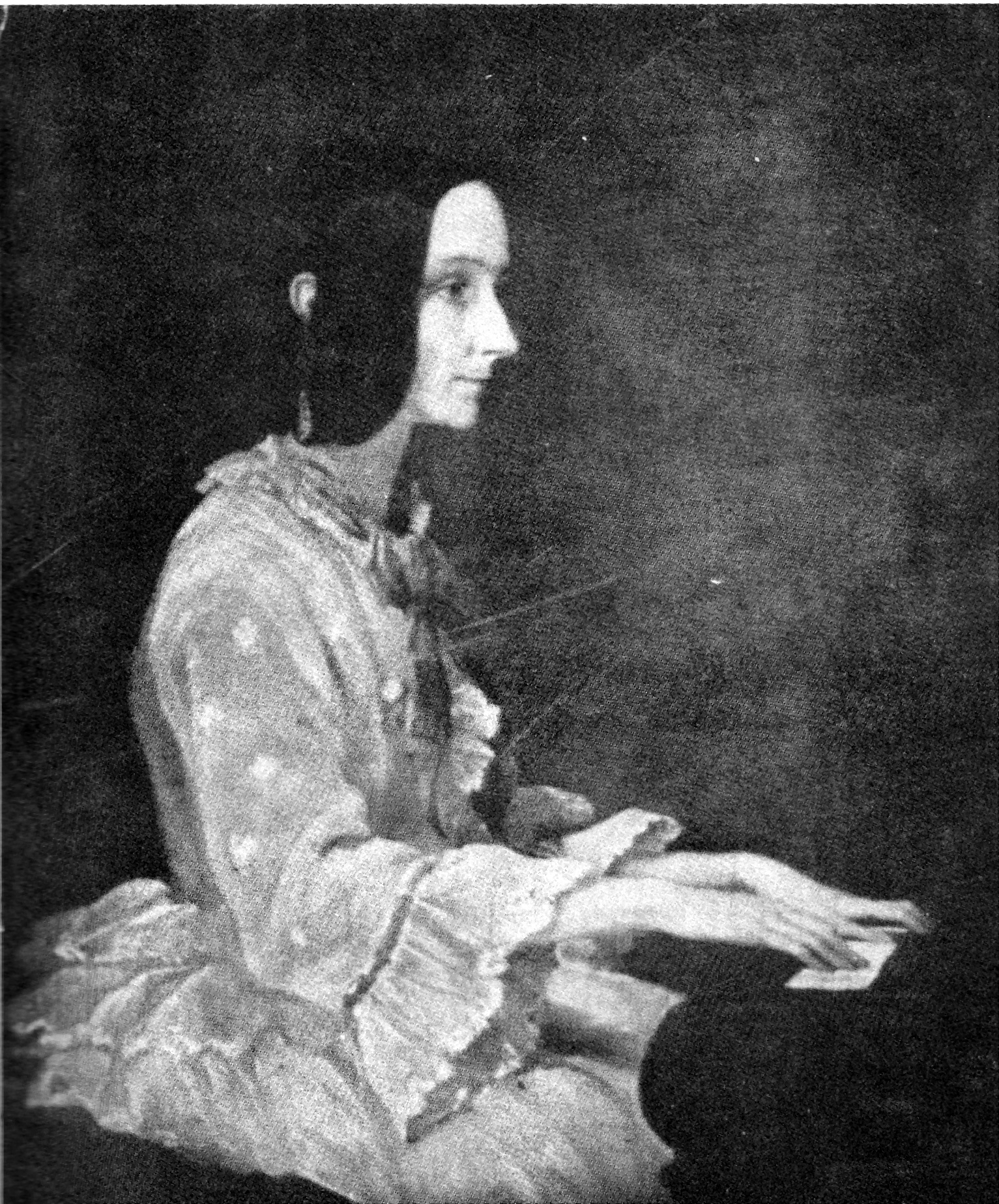
Bức tranh vẽ Lovelace ngồi bên cây đàn piano của Henry Phillips (1852). Mặc dù lúc đó đang trong cơn đau dữ dội, bà vẫn ngồi cho Phillips vẽ vì cha của Phillips, Thomas Phillips, đã từng vẽ cha của Ada, Lord Byron.

Lovelace qua đời ở tuổi 36 vào ngày 27 tháng 11 năm 1852 vì ung thư tử cung. Căn bệnh kéo dài vài tháng, trong thời gian đó Annabella nắm quyền chỉ huy những người xung quanh Ada, đồng thời loại trừ tất cả bạn bè và những người thân tín của bà. Dưới ảnh hưởng của mẹ, Ada đã có một cuộc cải biến tôn giáo, bị dụ dỗ phải ăn năn về hành vi trước đây và biến Annabella thành kẻ thi hành án. Bà mất liên lạc với chồng sau khi thú nhận điều gì đó với ông vào ngày 30 tháng 8 khiến ông bỏ rơi cô trên giường. Không biết bà đã nói gì với ông ta. Theo yêu cầu, bà được chôn cất bên cạnh mộ cha tại Nhà thờ St. Mary Magdalene ở Hucknall, Nottinghamshire. Một tấm bia tưởng niệm viết bằng tiếng Latinh, cho bà và cha của bà vẫn ở trong nhà nguyện gắn liền với Horsley Towers.

## Tranh luận về vai trò lập trình viên
Nhiều người viết tiểu sử đã chú ý đến việc Ada Lovelace phải chật vật với toán. Họ cũng đã tranh luận xem bà có thật sự thấu hiểu các khái niệm về cái máy được phát minh bởi Charles Babbage, hay chỉ phải dùng vì vị trí trong xã hội và vì là một người đàn bà.

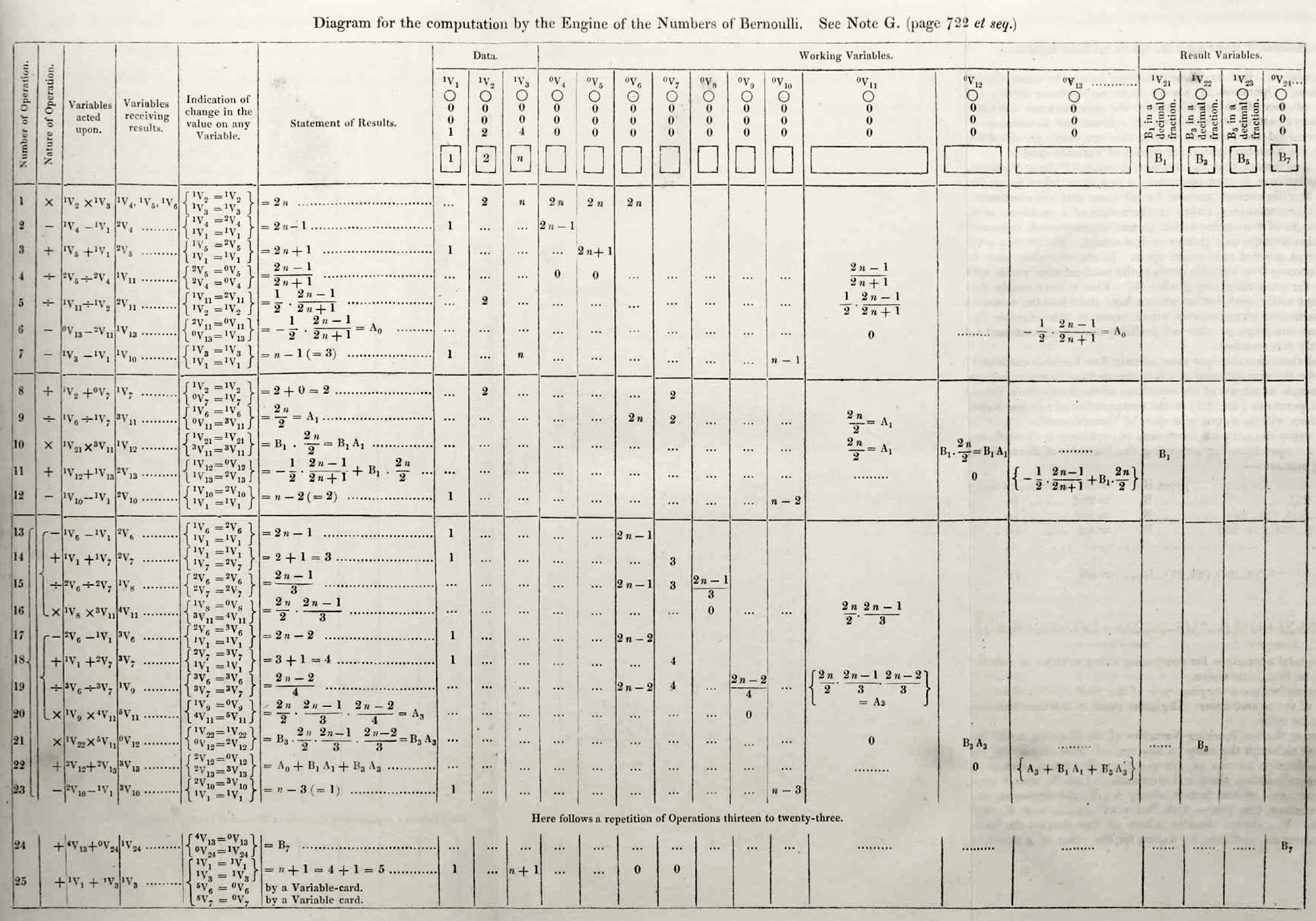
Ghi chú của Ada Lovelace về biểu đồ thuật toán Note G dùng để tính số Bernoulli, lấy từ cuốn Sketch of The Analytical Engine Invented by Charles Babbage do Luigi Menabrea xuất bản.

Những người viết tiểu sử cũng chú ý đến việc các chương trình máy tính (trong phụ chú của Ada) được soạn bởi Babbage, Ada chỉ tìm ra một lỗi trong cách tính chuỗi số Bernoulli và viết cho Babbage nhờ sửa. Các thư từ giữa hai người trong thời gian cộng tác chứng minh là người soạn các chương trình là Charles Babbage. Ngoài sự khám phá ra lỗi trên, Ada đã chỉ ra các khả năng của chiếc máy mà Babbage chưa đề cập đến. Bà đã dám tiên đoán "the Engine might compose elaborate and scientific pieces of music of any degree of complexity or extent".
Tuy nhiên, dưới vai trò của người phụ nữ đầu tiên trong lĩnh vực tin học, Ada Lovelace chiếm một vị trí quan trọng trong lịch sử. Sự đóng góp của bà, thật sự là to lớn hay không, không thể xét qua với các thông tin và các tài liệu hiện có.

## Tưởng niệm
Vào ngày 10 tháng 12 năm 1980, Bộ Quốc phòng Hoa Kỳ đã phê chuẩn hướng dẫn sử dụng cho một ngôn ngữ lập trình mới mang tên bà. Bộ Quốc phòng Hoa Kỳ cũng chọn mã MIL-STD-1815 cho ngôn ngữ Ada vì nó bao gồm năm sinh của Ada Lovelace. Hình ảnh của bà có trên các nhãn hiệu hologram của Microsoft. Từ 1998, the Đoàn thể Máy tính Anh đã tặng thưởng một huy chương có tên của bà và trong năm 2008 đã khởi xướng một cuộc thi hằng niên dành cho các nữ sinh ngành khoa học máy tính.
Tại Vương quốc Anh, hội thảo chuyên đề Lovelace của BCSWomen (BCSWomen Lovelace Colloquium), một hội thảo hằng năm dành cho các nữ sinh chưa tốt nghiệp đại học, được đặt theo tên của Ada Lovelace.

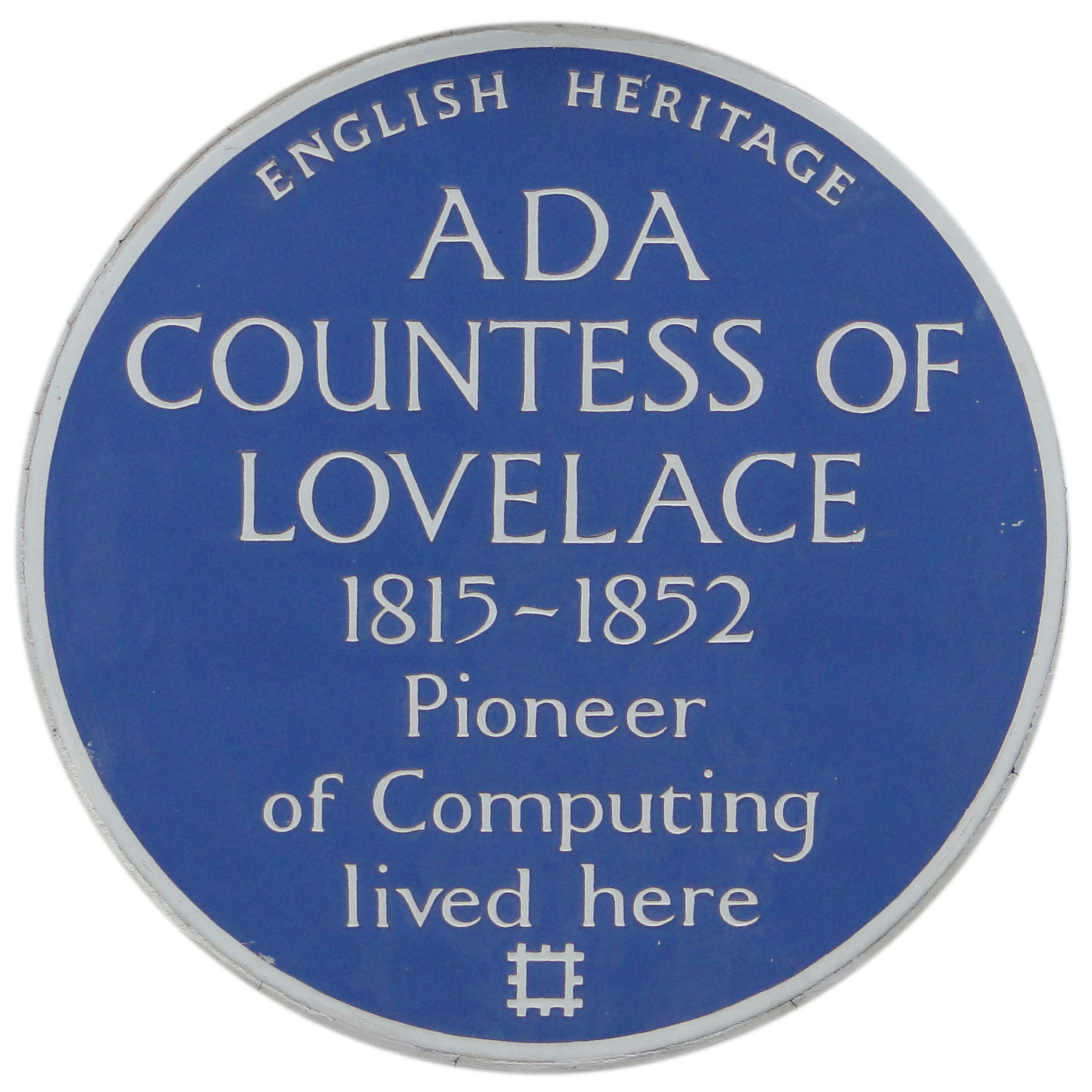
Bảng xanh tưởng nhớ công lao của Lovelace tại quảng trường St. James, London.